# Metropolia Birmingham
Metropolia Birmingham – metropolia Kościoła rzymskokatolickiego, obejmująca trzy diecezje w zachodniej Anglii. Powstała 28 października 1911 roku. Najważniejszą świątynią metropolii jest katedra świętego Chada w Birmingham. Na czele metropolii stoi arcybiskup metropolita Birmingham. Od grudnia 2009 urząd metropolity sprawuje abp Bernard Longley.

## Podział administracyjny
1. archidiecezja Birmingham
2. diecezja Clifton
3. diecezja Shrewsbury